# Gerardo II di Jülich
Gerardo di Jülich in francese: Gérard II de Juliers (inizio dell'XI secolo – dopo il 1070) fu conte nel territorio di Jülich, dal 1029 fino alla sua morte.

## Origine
Non si conoscono né i nomi né gli ascendenti dei suoi genitori.
Si pensa che sia discendente di Gerardo I, forse figlio di Giselberto, che, nel 1029, governava la contea assieme a Gerardo I, come da diplomata n° 141 del re dei Franchi orientali e Imperatore del Sacro Romano Impero, Corrado II il Salico (Chuonradus divina favente clementia romanorum imperator augustus), inerente ad una donazione nel territorio della contea (in pago Iulichgouui in comitatibus Gerhardi et Gisilberti).

## Biografia
Di Gerardo II si hanno poche notizie.
Il primo documento che cita Gerardo II è la diplomata n° 127 del re dei Romani e futuro Imperatore del Sacro Romano Impero, Enrico IV di Franconia (Heinricus puer gratia dei romanorum rex augustus), in cui Gerardo (comes Gerardus, item comes Gerardus) è testimone di una donazione di Enrico IV.
Gerardo lo troviamo citato, come testimone, in due documenti di donazioni del Quellen zur Geschichte der Stadt Köln, Band I, dall'arcivescovo di Colonia, Sant'Annone (Anno dei gratia coloniensium archiepiscopus maxime):
- il documento n° 25 del 23 maggio 1072, (signum Gerhardi comitis)[3]
- il documento n° 29 del 18 agosto 1075, (signum Gerhardi comitis)[4].

Gerardo lo troviamo infine citato, in due documenti di donazioni fatte dall'arcivescovo di Colonia, Sigevino, che resse la cattedra dal 1078 al 1089:
- il documento n° 242, di data imprecisata, ma probabilmente del periodo iniziale  (Sigevinus divina favente clementia licet indignus coloniensium archiepiscopus), del Urkundenbuch für die Geschichte des Niederrheins, Volume 1(Gerhart de Gulecho)[5]
- il documento n° IX, del 1081 (SIGEWINUS archiepiscopus), del Akademische Beiträge zur Gülch- und Bergischen Geschichte, band II(Gerardus comes de Guliche)[6].

Queste ultime due testimonianze però potrebbero anche riferirsi al successore di Gerardo II, Gerardo III.
Non si conosce l'anno esatto della morte di Gerardo II.

## Matrimonio e discendenza
Della moglie non si conoscono né il nome né gli ascendenti; e neppure si conoscono i suoi discendenti.

### Fonti primarie
- (LA)  Quellen zur Geschichte der Stadt Köln, Band I.
- (LA)  Akademische Beiträge zur Gülch- und Bergischen Geschichte, Band II.
- (LA)  Urkundenbuch für die Geschichte des Niederrheins, Volume 1.
- (LA)  Monumenta Germaniae Historica, Diplomatum Regum et imperatorum Germaniae, Tomus IV, Conradi II. Diplomata.
- (LA)  Monumenta Germaniae Historica, Diplomatum Regum et imperatorum Germaniae, Tomus VI, Heinrici IV. Diplomata.